# 酒井昌也
酒井 昌也（さかい まさや、1955年11月17日 - 2016年11月24日）は、日本の実業家。愛知県出身。
株式会社エスケーアイ（携帯電話販売代理店を始め、葬儀会館ティア、保険のコールセンター事業、不動産事業を展開）代表取締役社長を務めた。

## 経歴
- 1978年3月、愛知学院大学商学部卒業。
- 1978年4月、トヨタカローラ愛知株式会社入社。
- 1981年8月、実父が経営する愛知樹脂株式会社監査役就任。
- 1991年3月、株式会社エスケーアイ設立。

## 人物
- 母校である愛知学院大学では、定期的に客員教授として講義を行っていた。
- 周囲の影響もあり、自他ともに認める風水好きであった。
- ゴルフの腕前は、JGA認定公式ハンディキャップ6。
- 愛知学院大学の後輩にあたる女性と二度目の結婚（2006年）、男児が誕生している（2013年）

## 著書
- ケータイ雑学読本-携帯電話から見えてくるビジネスと社会（2004年・ダイヤモンド社）